# 基地组织
（羅馬化：al-Qāʿidah，意为“基地”）是奧薩瑪·賓拉登在1988年成立的伊斯蘭圣战武装組織，因被指策劃了多宗主要針對美國的恐怖襲擊，被聯合國安理會列為世界恐怖組織之一。

## 歷史
阿爾蓋達組織出现於苏联-阿富汗战争後期，一些成员参加了阿富汗圣战者抵抗蘇聯入侵者的斗争。其宗旨為消滅全世界入侵伊斯蘭世界的西方國家，以建立一個純正的统一的伊斯蘭國家；它尤其不遗余力地對中東阿拉伯國家和以色列进行批評和針對。
因其参与九一一恐怖袭击而引发美国入侵阿富汗，其最為知名的領導人奧薩瑪·本·拉登於美國東部時間夏令時2011年5月1日周日下午04:00（巴基斯坦標準時間2011年5月2日周一凌晨01:00），在美國軍隊於巴基斯坦阿伯塔巴德的海神之矛行動中被擊斃。
美国国务院於2012年發表的报告认为，随着卡伊达的领导人奥萨马、第二号人物拉赫曼和其他高级头目在2011年陆续被击毙后，该组织陷入难以逆转的衰落状态。但是仍然对美国构成“持久与严重威胁”。
2022年7月31日，組織首領艾曼·查瓦希里在阿富汗首都喀布尔被美軍無人機擊斃，導致組織成為群龍無首的狀態。据称藏匿于伊朗的赛义夫·阿德尔在扎瓦希里死后事实上领导基地组织。

## 活動分佈
根据阿富汗战争前联合国安理会的资料，蓋達组织在阿富汗擁有10個大本营，專門訓練成員使用武器、通訊設備和動員組織。由1980年代至今，接受過訓练人員達逾3萬，成員有4,000—5,000名；組織各成員會利用傳真、行動電話及互聯網，協調其在世界各地的支持者。一般對外發放新聞訊息，也是使用互聯網或錄影片段形式公布。蓋達组织與包括黎巴嫩、埃及、利比亞、葉門、敘利亞、伊拉克、菲律賓、埃塞俄比亞等國的其他伊斯蘭組織有聯繫，爭取脫離俄羅斯的伊奇克里亞車臣共和國及反华的东突厥斯坦独立运动有关的圣战组织也支持基地组织。
蓋達组织有下列直接分部：
- 阿拉伯半島基地組織（AQAP）
- 基地组织印度次大陆分部（英语：Al-Qaeda in the Indian Subcontinent）（AQIS）
- 伊斯兰马格里布基地组织（AQIM）
- 青年党 (索马里)
- 伊斯兰后卫（英语：Jama'at Nasr al-Islam wal Muslimin）（JNIM）
- 基地组织波黑分部（英语：Al-Qaeda in Bosnia and Herzegovina）[73]
- 伊玛目沙米勒营（英语：Imam Shamil Battalion）
- 聖戰獨一（英语：Tawhid al-Jihad (Gaza Strip)）
- 基地組織的庫爾德營[74]
- 阿卜杜拉·阿扎姆沙希德旅（英语：Abdullah Azzam Brigades）
- 阿布·哈夫斯·马斯里旅（英语：Abu Hafs al-Masri Brigades）
- 美索不达米亚圣战基地组织（英语：Tanzim Qaedat al-Jihad）
- 基地组织西奈半岛分部（英语：Al-Qaeda in the Sinai Peninsula）
- 宗教守護者（英语：Hurras al-Din）

下列組織被認為與蓋達組織有間接聯繫：
- 沙姆解放組織（通过塔利班）[75]
- 高加索酋長國（个别派系）
- 法塔赫伊斯兰（英语：Fatah al-Islam）[76]
- 伊斯兰圣战联盟[77]
- 乌兹别克斯坦伊斯兰运动（个别派系）
- 穆罕默德軍[78]
- 伊斯蘭祈禱團 [來源請求]
- 虔誠軍[79]
- 摩洛哥伊斯蘭戰鬥團[80]

而原蓋達组织伊拉克分部已经脱离，并成立了新的恐怖组织“伊斯兰国”。另外博科圣地也已宣布效忠伊斯蘭國。

## 相關事件
基地组织由成立至今已被指策動過多宗恐怖襲擊：

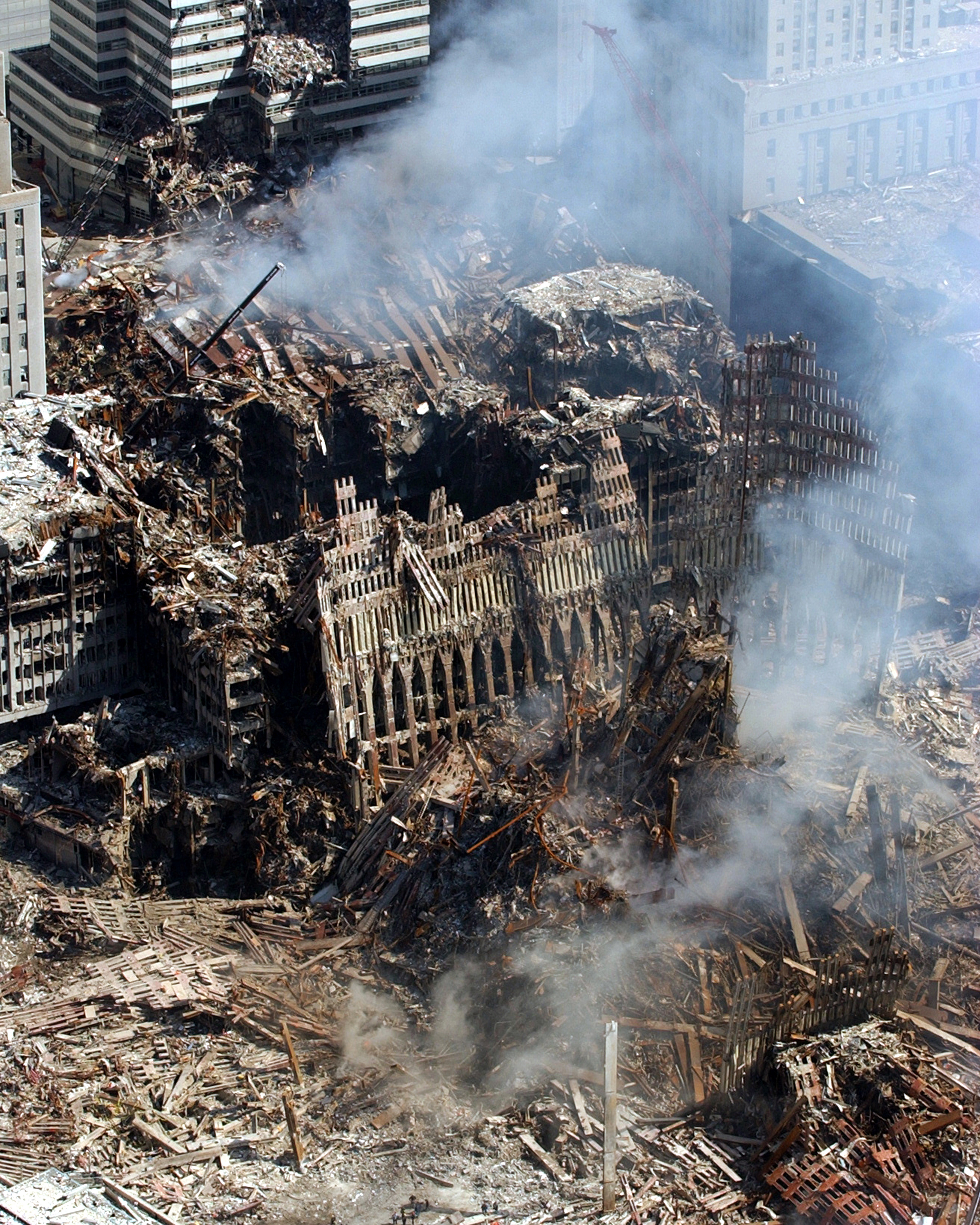
911事件現場

- 1998年美國大使館爆炸案：1998年美國駐東非國家肯尼亚大使館遭受汽車炸彈襲擊，200多人死亡。事後美國以巡航導彈轟炸東非蘇丹部分被指與基地组织有關的武器庫。
- 2000年也門遇襲：2000年10月，基地组织發動自殺式炸彈襲擊，轟炸美國駐中東的船艦，17名美國士兵死亡。
- 2001年九一一恐怖襲擊事件：美國政府一直聲稱此事件是由基地组织策動，基地組織最早否認這一指控。但随后的情报资料，包括基地组织的文件、录像带、磁带记录，加上本·拉登后来發表聲明承認自己策划[81]，显示本·拉登可能参与了这一行动的策划。然而FBI官員在2006年表示无足夠证据证明本·拉登涉案[82][83]，因此始终没有正式起诉本·拉登。[84][85][86]2011年本·拉登被殺後，FBI在其官方網站表示本·拉登是九一一襲擊的主謀。[87]

- 2006年9月，半島電視台公布基地組織的紀錄片，拍攝911劫機犯Hamza al-Ghamdi和Wail al-Shehri準備劫機的過程。[88]

- 伦敦七七爆炸案：2005年7月7日早上交通尖峰时间，伦敦连环发生的至少7起爆炸案。爆炸造成的死亡人数共52人，伤者逾百。
- 2011年利比亚内战導致卡扎菲政權勢危，卡扎菲指责基地组织是利比亚危机的幕后策划者，其目的是想在利比亚建立伊斯兰王国。而利比亞反政府武裝成員在接受西方媒体采访时，只承认他們內部的確有人來自基地組織。[89][90]
- 2011年5月2日，領袖奧薩瑪·賓·拉登因為行蹤敗露而遭到美國海豹部隊第六分隊刺殺身亡。
- 2011年5月27日，占領也門南部阿比揚省首府。
- 2011年6月7日，東非領袖法祖·穆罕默德（Fazul Abdullah Mohammed）前往索馬里恐怖組織「青年黨」控制的地區，途中司機轉錯彎，誤駛至索馬里首都摩加迪沙市郊一個檢查站被截停，與警員爆發激戰，兩人被擊斃。
- 2011年6月16日，蓋達宣布扎瓦希里接替奧薩瑪·賓·拉登成為領袖。
- 2014年9月3日，扎瓦希里宣佈基地組織在印度次大陆成立新分部[91]。
- 2015年1月14日，基地组织通过半岛电视台声称其策划了发生于2015年1月7日的查理周刊总部枪击案。[92]
- 2022年7月31日，扎瓦希里在阿富汗喀布尔被美军无人机击毙。

## 近年來被捕或被擊斃的基地高級頭目
以下是近年被擊斃或被捕的基地組織高級成員：
- 2003年3月1日，當時的基地三號人物哈立德·謝赫·穆罕默德在巴基斯坦落網。他涉嫌參與策劃“911”恐怖襲擊。
- 2003年8月14日，杜安·伊薩布丁在泰國首都曼谷被捕。他被認為是“基地”駐東南亞代理人，涉嫌策劃2002年印度尼西亞巴厘島爆炸襲擊。
- 2004年6月18日，基地沙特頭目阿卜杜勒－阿齊茲·穆克林在沙特首都利雅得被擊斃。
- 2005年5月2日，當時的基地三號人物阿布·法拉傑·利比在巴基斯坦被捕。
- 2006年2月27日，沙特阿拉伯部隊擊斃基地在沙特負責人法赫德·法拉傑·朱瓦伊爾。
- 2006年6月7日，基地伊拉克分部領導人阿布·穆薩卜·扎卡維在美軍空襲中身亡。
- 2008年1月29日，美國在巴基斯坦北瓦濟裏斯坦用導彈擊斃“基地”負責阿富汗行動指揮官阿布·雷斯·利比。
- 2010年4月18日，駐伊拉克美軍和伊軍在薩拉赫丁省首府提克裏特聯合實施軍事行動，擊斃基地伊拉克分部頭目阿布－奧馬爾·巴格達迪和阿布－阿尤布·馬斯里。
- 2010年5月31日，美國國際恐怖組織搜索情報集團表示，基地組織已承認其三號人物、負責該組織阿富汗地區事務並掌管財務工作的穆斯塔法·阿布·耶齊德被擊斃。
- 2010年9月28日，巴基斯坦官員證實，基地組織的巴基斯坦分部頭目謝赫·法塔赫在當月26日的一次美軍無人機空襲中身亡。
- 2011年5月2日，基地組織首腦奧薩瑪·賓·拉登在巴基斯坦被美国海军海豹特種部隊擊斃。
- 2011年，基地對外行動部長Sheikh Younis al-Mauretani被抓 。
- 2011年6月7日，基地東非負責人法祖爾·阿卜杜拉·穆罕默德被索馬利亞軍擊斃。[93]
- 2011年8月22日，基地二號人物阿亞提·阿布德·拉哈曼在巴基斯坦靠近阿富汗的邊境部族地區被美國中央情報局的無人機擊斃。[94]利比亞籍的拉赫曼在拉登死後獲晉升為基地第二號人物，成為新領袖扎瓦希里的得力助手，負責日常指揮工作。
- 2011年9月30日，基地組織阿拉伯半島分部重要人物、美籍也門裔激進派教士安瓦爾·奧拉基已在也門被擊斃[95]。
- 2012年1月19日，美國和巴基斯坦情報部門官員證實巴基斯坦基地頭目阿斯拉姆·阿萬被美國無人機擊斃[96]
- 2012年1月21日，基地阿拉伯半島高級幹部法赫德·庫索被無人機擊斃。[97]
- 2012年6月5日，匿名美国官员证实，基地组织二号头目阿布·亚哈·艾利比（英语：Abu Yahya al-Libi）在巴基斯坦部落地区遭到美军无人机空袭丧生。[98]巴基斯坦塔利班随后对英国《每日电讯报》记者表示，艾利比汽车确实被摧毁，但其本人不在现场，因而逃过一劫。由于无法前往现场勘查，双方的说法都无法得到证实。一旦艾利比确实被美军击毙，将给“基地”组织造成重创。[99]
- 2019年9月23日，“基地”组织印度次大陆分部头目阿西姆·乌玛在赫尔曼德省穆萨卡拉地区被阿富汗和美國聯軍擊斃[100]。
- 2020年10月24日，阿富汗国家安全局表示，阿富汗安全部队在加兹尼省击毙了据信是基地组织二号领导人阿布·穆赫辛·马斯里（Abu Muhsin al-Masri）[101]。
- 2022年7月31日，基地组织第二位首脑查瓦希里於阿富汗喀布爾被美軍無人機擊斃。

## 外部連結
- 中東-殖民地簡史 （页面存档备份，存于）